# Landesgericht für Strafsachen Wien

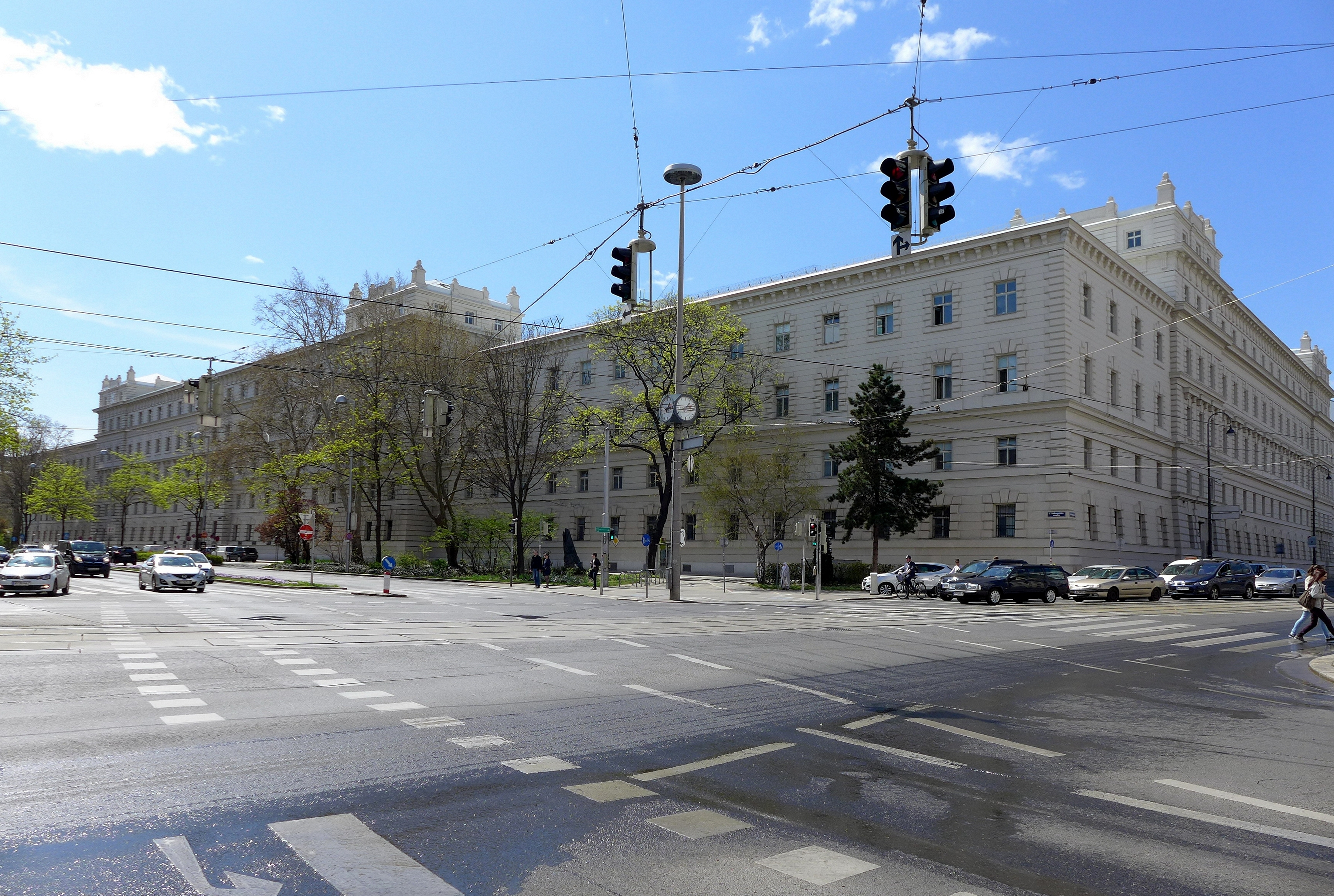
Landesgericht für Strafsachen Wien, 2015

Das Landesgericht für Strafsachen Wien (in den Medien oft auch Straflandesgericht, umgangssprachlich auch als Landl bezeichnet) ist eines von 20 Landesgerichten in Österreich und gleichzeitig das größte ordentliche Gericht Österreichs. Es befindet sich im 8. Wiener Gemeindebezirk, Josefstadt, in der Landesgerichtsstraße 11 / Wickenburggasse 22 (Zugang zu den Verhandlungssälen). Es ist sowohl ein Gericht erster als auch zweiter Instanz. Ein Gefangenenhaus, die Justizanstalt Wien-Josefstadt, ist angeschlossen. Der gesamte Gebäudekomplex wird im Volksmund auch als „Graues Haus“ bezeichnet.

## Gerichtsorganisation
In diesem Gebäudekomplex befinden sich:
- das Landesgericht für Strafsachen Wien,
- die Staatsanwaltschaft Wien und
- das größte in Österreich vorhandene gerichtliche Gefangenenhaus, die Justizanstalt Wien-Josefstadt.

Das Landesgericht für Strafsachen ist in erster Instanz für Verbrechen und Vergehen zuständig, die nicht vor das Bezirksgericht gehören. Je nach Schwere des Verbrechens kommt es zu einer anderen Verfahrensart. Entweder entscheidet
- ein Einzelrichter,
- ein Schöffengericht oder
- das Geschworenengericht.

In zweiter Instanz verhandelt das Landesgericht Berufungen und Beschwerden gegen Urteile der Bezirksgerichte. Ein Drei-Richter-Senat entscheidet hier, ob das Urteil aufgehoben wird oder nicht und setzt gegebenenfalls eine neue Strafe fest.
Dem derzeitigen Präsidenten Friedrich Forsthuber stehen zwei Vizepräsidentinnen – Martina Spreitzer-Kropiunik und Christina Salzborn – zur Seite.
Im September 2012 wurden folgende Daten publiziert:
- größtes Gericht Österreichs
- 270 Amtstage pro Jahr
- täglich 1500 Personen
- 70 Richter, 130 Mitarbeiter in den Kanzleien
- 5306 Verfahren (2011) bei den Haft- und Rechtsschutzrichtern, das sind ca. 40 % des gesamtösterreichischen Anfalls
- 7459 Verfahren bei Hauptverhandlungsrichtern (30 % des gesamtösterreichischen Anfalls)
- Staatsanwaltschaft mit 93 Staatsanwälten und 250 Mitarbeitern
- 19.000 Verfahren gegen 37.000 Täter (2011)
- Justizanstalt Wien-Josefstadt mit 1200 Insassen (überbelegt)

## Geschichte

### Bis 1839

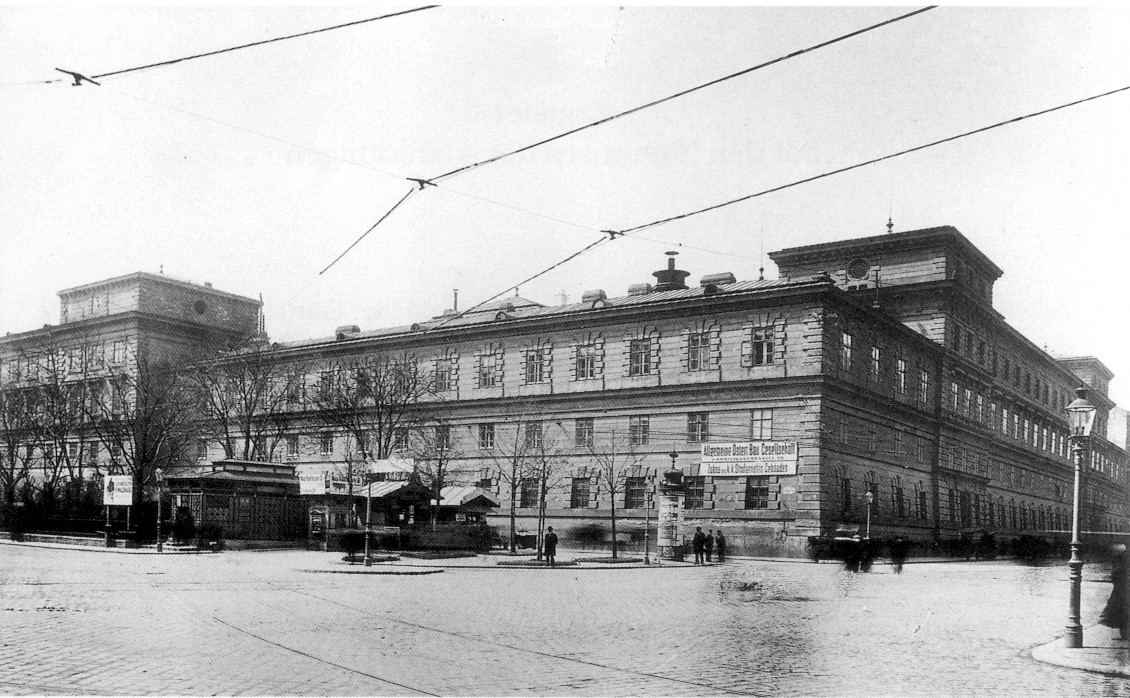
Landesgericht an der Landesgerichtsstraße zwischen November 1901 und 1906

Das ursprüngliche Gebäude des Wiener Stadtgerichtshauses, die sogenannte Bürgerschranne, befand sich von 1440 bis 1839 am Hohen Markt 5. Im Jahr 1773 wurde die Schranne unter Kaiser Joseph II. vergrößert und das Stadt- und Landesgericht des Wiener Magistrats in diesem Haus vereinigt. Ab diesem Zeitpunkt hatte es die Bezeichnung „Kriminalgericht“.
Wegen Unzulänglichkeiten der Gefängnisräume im alten Gericht am Hohen Markt gab es schon Anfang des 19. Jahrhunderts Bestrebungen, ein neues Kriminalgerichtsgebäudes zu errichten, allerdings musste man dieses Vorhaben auf Grund des Staatsbankrotts im Jahr 1811 aufschieben.
Erst 1816 wurde der Neubau des Kriminalgerichtsgebäudes beschlossen. Obwohl man sich zuerst gegen eine Errichtung außerhalb der Stadt aussprach, wurde als Baugrund das Gebiet der bürgerlichen Schießstätte und des früheren St.-Stephanus-Freithofes in der damaligen Alservorstadt, heute in diesem Teil Josefstadt, gewählt. Die Pläne von Architekt Johann Fischer wurden 1831 genehmigt, und 1832 begann man mit dem Bau, der 1839 fertiggestellt wurde. Am 14. Mai 1839 fand die erste Ratssitzung statt.

### 1839–1918
Johann Fischer griff in seinen Plänen auf toskanische Palastbauten der Frührenaissance zurück wie den Palazzo Pitti oder den Palazzo Pandolfini in Florenz. Das Gebäude wurde auf einem 21.872 m² großen Baugrund mit einer Länge von 223 Meter errichtet. Es hatte drei bzw. zwei Stockwerke (Obergeschoße); der Hof wurde in drei Trakte unterteilt, in denen sich das Gefangenenhaus befand. Weiters wurden eine besondere Abteilung für das Gefängniskrankenhaus (Inquisitenspital) sowie eine Kapelle errichtet.
Das Kriminalgericht Wien war von 1839 bis 1850 ein städtisches Gericht, weshalb der Vizebürgermeister von Wien gleichzeitig Präsident der Kriminalgerichte für Zivil- und Strafsachen war. 1850 erfolgte die Aufhebung der Kommunalgerichtsbarkeit; die Staatsverwaltung übernahm das Kriminalgericht am 1. Juli 1850. Von nun an führte es den Titel „k.k. Landesgericht in Strafsachen in Wien“.
1851 wurden Geschworenengerichte eingeführt. Diese tagten im großen Sitzungssaal, der sich damals wie heute im zweiten Stock des Amtstraktes befand. Der Saal wies die doppelte Raumhöhe (zwei Stockwerke) auf. 1890/1891 erfolgte eine horizontale Unterteilung. Anfangs stand das Gebäude gemeinsam mit dem Nachbarhaus Florianigasse 2/Landesgerichtsstraße 9 allein auf weiter Flur. Erst mit der 1858 im Zuge der Demolierung der Stadtmauer begonnenen Stadterweiterung wurde es von anderen Bauwerken umgeben.

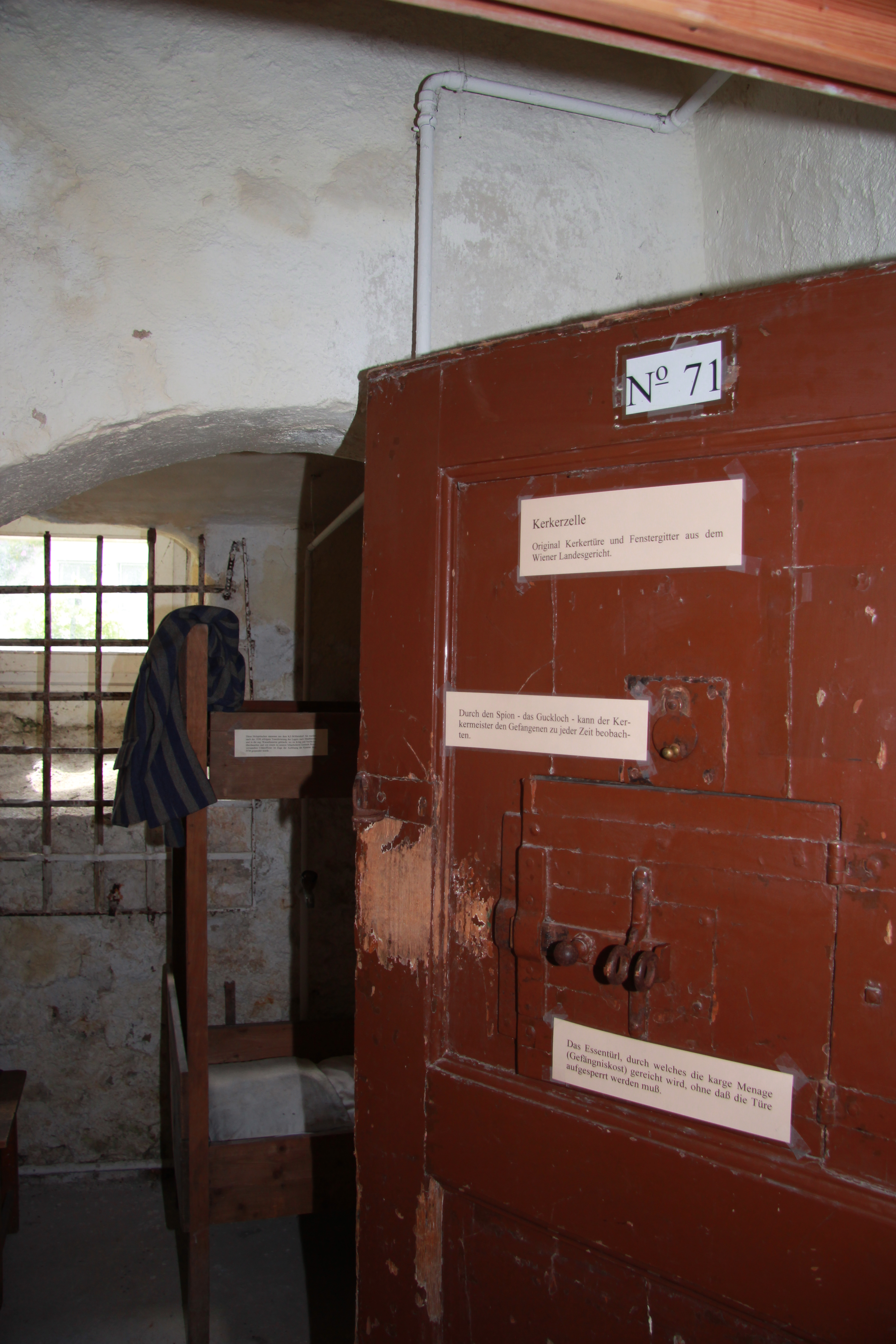
Originalzelle im Industriemuseum in Wiener Neustadt

Von 1870 bis 1878 erfuhr das Gericht zahlreiche Umbauten. Besonders widmete man sich dem Trakt, der direkt an die Alser Straße anschließt. Auf bisherigem Baugrund wurde ein dreistöckiger Arresttrakt sowie der Schwurgerichtstrakt gebaut. Neu hinzu kam der „Neutrakt“, der eine wirkliche Erweiterung darstellte und drei- bzw. vierstöckig errichtet wurde. Ab 1873 wurden Hinrichtungen nicht mehr öffentlich, sondern nur mehr im Gefangenenhaus vollstreckt. Die erste Hinrichtung fand am 16. Dezember 1876 im „Galgenhof“ statt; die Beschuldigten wurden dort am Würgegalgen erhängt. Zwischen 1876 und 1919 wurden dort 13 Menschen hingerichtet.
Um 1900 wurde das Gefangenenhaus erweitert. Im Hof II des Gefangenenhauses wurden Küchen-, Wäscherei- und Werkstättengebäude sowie eine Badeanlage für die Gefangenen geschaffen. 1906 / 1907 wurde der Amtstrakt vergrößert. Der zweistöckige Flügeltrakt bekam ein drittes und der dreistöckige Mitteltrakt ein viertes Stockwerk aufgesetzt.

### 1918–1938
In den ersten Jahren der Ersten Republik fanden Änderungen der Gerichtsorganisation statt. Infolge der schlechten Wirtschaftslage und der rasanten Inflation stiegen die Zahl der Fälle und die Anzahl der Inhaftierten stark an. Deshalb wurde in Wien per 1. Oktober 1920 ein zweites Landesgericht errichtet, das Landesgericht für Strafsachen Wien II, sowie eine Expositur des Gefangenenhauses in der Garnisongasse.
Eine der wichtigsten Gerichtsverhandlungen der Zwischenkriegszeit war der Schattendorf-Prozess, bei dem am 14. Juli 1927 die drei Angeklagten freigesprochen wurden. Im Jänner 1927 hatten Frontkämpfer in eine Versammlung der Sozialdemokratischen Arbeiterpartei Österreichs geschossen und dabei zwei Menschen getötet. Die Empörung über den Freispruch war groß. Bei einer Massendemonstration vor dem Justizpalast am 15. Juli 1927, die zunächst überwiegend friedlich ablief, kam es zum Justizpalastbrand, worauf die Polizei auch friedliche, vom Schauplatz flüchtende Demonstranten verfolgte und zahlreiche unter ihnen erschoss.
Die 1933/1934 begonnene Ständestaatsdiktatur ließ Aufsehen erregende Prozesse gegen ihre Gegner führen: Beispiele dafür sind die Nationalsozialistenprozesse 1934 sowie der Sozialistenprozess 1936 gegen 28 damals illegale Sozialdemokraten und zwei Kommunisten, darunter die Sozialdemokraten Karl Hans Sailer, Maria Emhart, Franz Jonas, Bruno Kreisky, Stefan Wirlandner und Anton Proksch sowie der Kommunist Franz Honner.
Ebenfalls 1934 wurde im Gefolge der Februarkämpfe sowie des Juliputsches eine Reihe von Prozessen durch Standgerichte und Militärgerichte durchgeführt. Etliche endeten mit Todesurteilen, von denen 21 im „Galgenhof“ des Landesgerichtes durch Hängen am Würgegalgen vollstreckt wurden (siehe auch die Liste hier).
Foto des „Galgenhofes“, 1945

Link zum Bild

(Bitte Urheberrechte beachten)

### 1938–1945

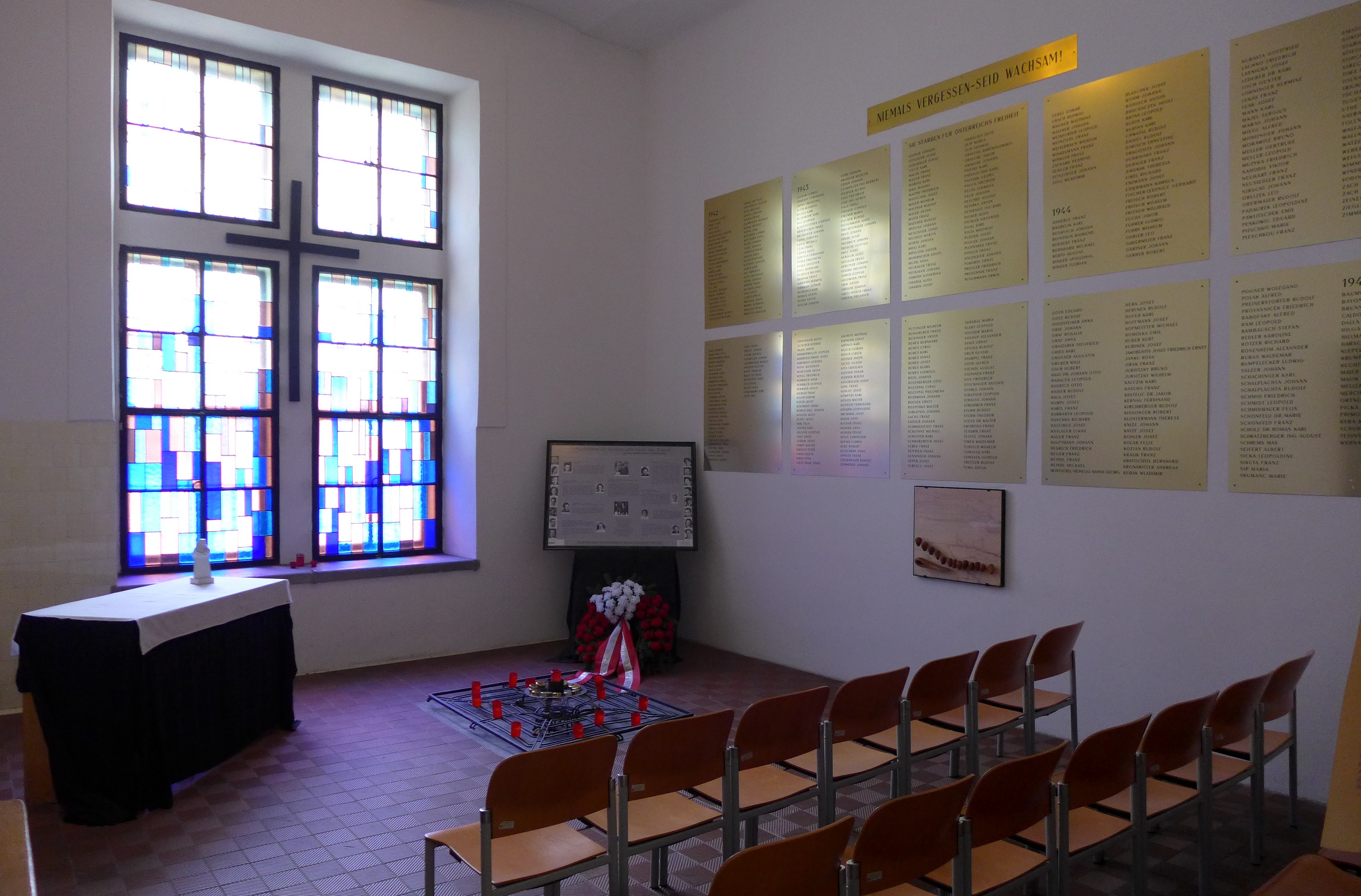
Weiheraum

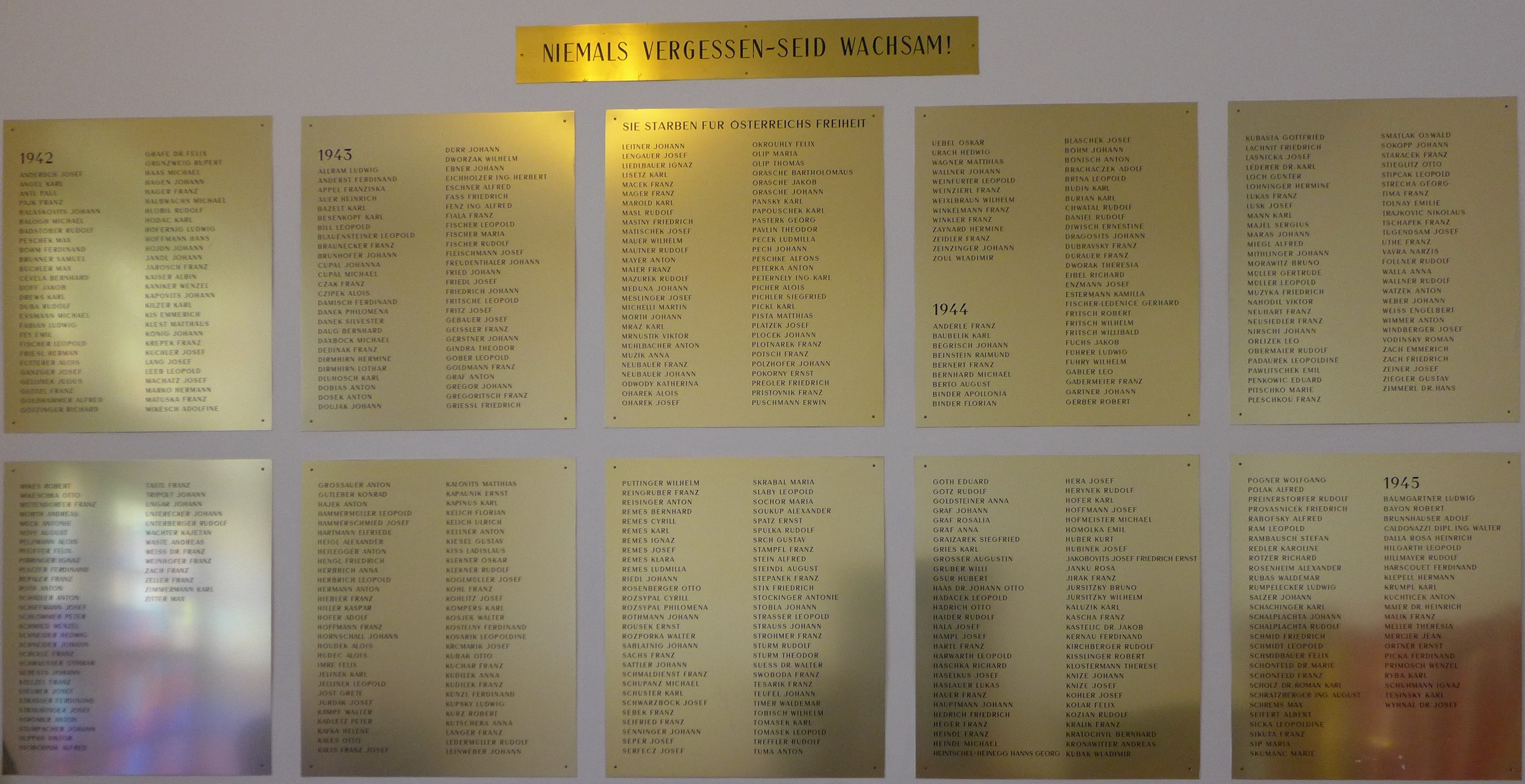
Weiheraum, Gedenktafeln für an diesem Ort Hingerichtete

Die ersten Maßnahmen, die die Nationalsozialisten am Landesgericht für Strafsachen nach dem „Anschluss“ Österreichs an das Deutsche Reich 1938 vornehmen ließen, bestanden aus der Errichtung eines Ehrenmals für zehn hingerichtete Nationalsozialisten im Zuge der Prozesse über die Ereignisse im Juli 1934 und aus der Schaffung eines Hinrichtungsraumes (damaliger Raum 47 C, heute Weiheraum, wo 650 Namen von Widerstandskämpfern ausgewiesen werden) mit einer aus Berlin gelieferten Guillotine (damals Gerät F., F wie Fallbeil, genannt).
Zur Zeit des Nationalsozialismus wurden die beiden Landesgerichte für Strafsachen 1939 aufgehoben und mit dem Landesgericht für Zivilrechtssachen, dem Handelsgericht und dem Jugendgerichtshof zum Landgericht Wien zusammengelegt. Es war (zusammen mit der Untersuchungshaftanstalt Graz) als „zentrale Hinrichtungsstätte für den Vollstreckungsbezirk X“ vorgesehen; als zuständiger Scharfrichter fungierte der aus Berlin hinzugezogene Fritz Ulicky.
Im Zeitraum vom 6. Dezember 1938 bis zum 4. April 1945 wurden im Landgericht Wien 1.184 Personen exekutiert. Hiervon waren 537 politische Todesurteile gegen Zivilisten, 67 Köpfungen (davon 7 Hängungen) von Militärs, 49 kriegsbedingte Vergehen, 31 kriminelle Fälle. Unter den Hingerichteten befanden sich 93 Frauen in allen Altersklassen, darunter ein 16-jähriges Mädchen und eine 72-jährige Frau, die beide aus politischen Gründen hingerichtet worden waren.
Am 30. Juni 1942 wurden zehn Eisenbahner aus der Steiermark und aus Kärnten geköpft, die im Widerstand tätig waren. Am 31. Juli 1943 wurden innerhalb einer Stunde 31 Menschen enthauptet, einen Tag später 30. Die Leichen wurden danach dem anatomischen Institut der Universität Wien übergeben und verbleibende Leichenteile später ohne Aufsehen auf dem Wiener Zentralfriedhof in Schachtgräbern beerdigt. Zu den in der NS-Zeit Hingerichteten, die als „Justifizierte“ bezeichnet wurden, gehörten auch die Klosterschwester Maria Restituta Kafka, der Theologiestudent Hanns Georg Heintschel-Heinegg und der Wiener Kaplan Heinrich Maier.
Das Gericht war damals direkt dem Reichsjustizministerium in Berlin unterstellt.
Der Scharfrichter Ulicky montierte am 5. April 1945 das Fallbeil ab und flüchtete vor den anrückenden Alliierten in Richtung Westen. Danach verliert sich die Spur des Henkers genauso wie die des Fallbeils. „Österreich hat von einer Verfolgung der drei Scharfrichter abgesehen“, schreibt Neues Österreich in seiner Ausgabe vom 3. Jänner 1948.

### Seit 1945

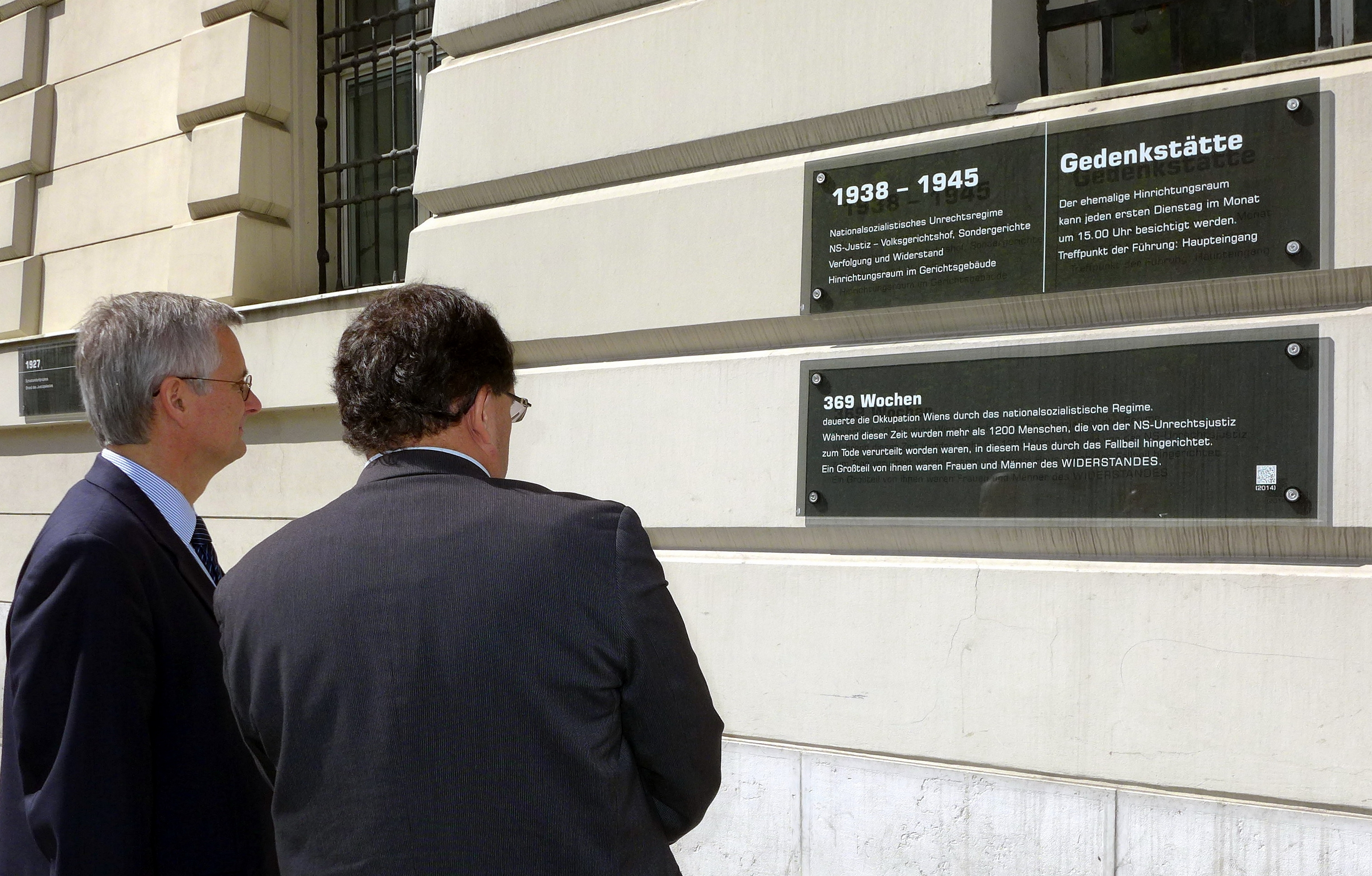
Friedrich Forsthuber und Detlev Rünger, von 2012 bis 2015 Botschafter der Bundesrepublik Deutschland in Österreich, vor einer Gedenktafel am Landesgericht für Strafsachen Wien (2015)

1945 wurde ein Landesgericht für Strafsachen per Verordnung wiederhergestellt.
Der A-Trakt (Inquisitentrakt), der während eines Bombenangriffes 1944 zerstört worden war, wurde in der Zweiten Republik wieder aufgebaut. Das war auch notwendig, weil das Verbotsgesetz vom 8. Mai 1945 und das Kriegsverbrechergesetz vom 26. Juni 1945 zu einer bis dahin beispiellosen Überfüllung von Gerichtshöfen und Gefängnissen führten.
Nach 1945 wurden im Landesgericht für Strafsachen noch 31 Todesurteile vollstreckt. Die letzte Hinrichtung im Grauen Haus fand am 24. März 1950 statt. Hingerichtet wurde Johann Trnka, der zwei Frauen in ihrer Wohnung überfallen und brutal ermordet hatte. Am 1. Juli 1950 wurde die Todesstrafe im ordentlichen Verfahren vom Parlament abgeschafft. Insgesamt kam es im Landesgericht für Strafsachen zu 1248 Hinrichtungen. 1967 wurde die Hinrichtungsstätte in eine Gedenkstätte umgestaltet.
Anfang der 1980er Jahre wurde der Gebäudekomplex revitalisiert und vergrößert. Das Gebäude in der Florianigasse 8, das schon vorher renoviert worden war, diente in dieser Zeit als Notunterkunft für einen Teil der Abteilungen. 1994 wurde der letzte Umbau, eigentlich der Zubau des Verhandlungssaaltraktes, abgeschlossen. 2003 wurde der Jugendgerichtshof Wien als selbstständiges Gericht aufgelöst; seine Agenden wurden in das Landesgericht für Strafsachen einbezogen.
Prominente Prozesse seit 1945 waren beispielsweise das Krauland-Verfahren, in dem ein ÖVP-Minister wegen Vermögensdelikten angeklagt war, die Affäre um den ehemaligen SPÖ-Innenminister und Gewerkschaftsbundpräsidenten Franz Olah, dessen eigenmächtige finanzielle Hilfe bei einer Zeitungsgründung zur Verurteilung führte, die Mordaffären Sassak und die der Lainzer Krankenschwestern, das Konsum-Verfahren, in dem es um die Verantwortung der Konsummanager für die Pleite des Unternehmens ging, das Lucona-Verfahren gegen Udo Proksch, einen in Politik und Gesellschaft bestens Vernetzten, der an einem versuchten Versicherungsbetrug beteiligt war, der mehrere Menschen das Leben kostete, der Prozess gegen den Holocaustleugner David Irving wegen NS-Wiederbetätigung und die BAWAG-Affäre, in der es um Pflichtwidrigkeiten von Bankmanagern und verschwundenes Geld geht.
Ende Jänner 2015 wurden an der Außenfassade des Wiener Straflandesgerichtes zehn Zeittafeln angebracht, die an die wechselvolle Geschichte des „Grauen Hauses“ und die Strafgerichtsbarkeit von 1839 bis in die Gegenwart erinnern. Sie wurden von Justizminister Wolfgang Brandstetter gemeinsam mit Friedrich Forsthuber und im Beisein von Kulturminister Josef Ostermayer der Öffentlichkeit präsentiert. Die Tafeln erinnern auch an die Gräuel des NS-Regimes und die Abschaffung der Todesstrafe in Österreich.
Im April 2015 wurde vor dem Landesgericht ein Mahnmal für rund 600 politischen Opfer der Justiz des nationalsozialistischen Regimes enthüllt. Die von der Künstlerin Eva Schlegel gestaltete Pyramide aus Stahl trägt den Schriftzug „369 Wochen“. Dieser wird als Lichtinstallation auf die Außenwand des Landesgerichts projiziert und steht symbolisch für die 369 Wochen der NS-Herrschaft in Wien.

## Präsidenten des Landesgerichtes für Strafsachen Wien seit 1839
- Josef Hollan (1839–1844) Präsident der Kriminalgerichte für Zivil- und Strafsachen

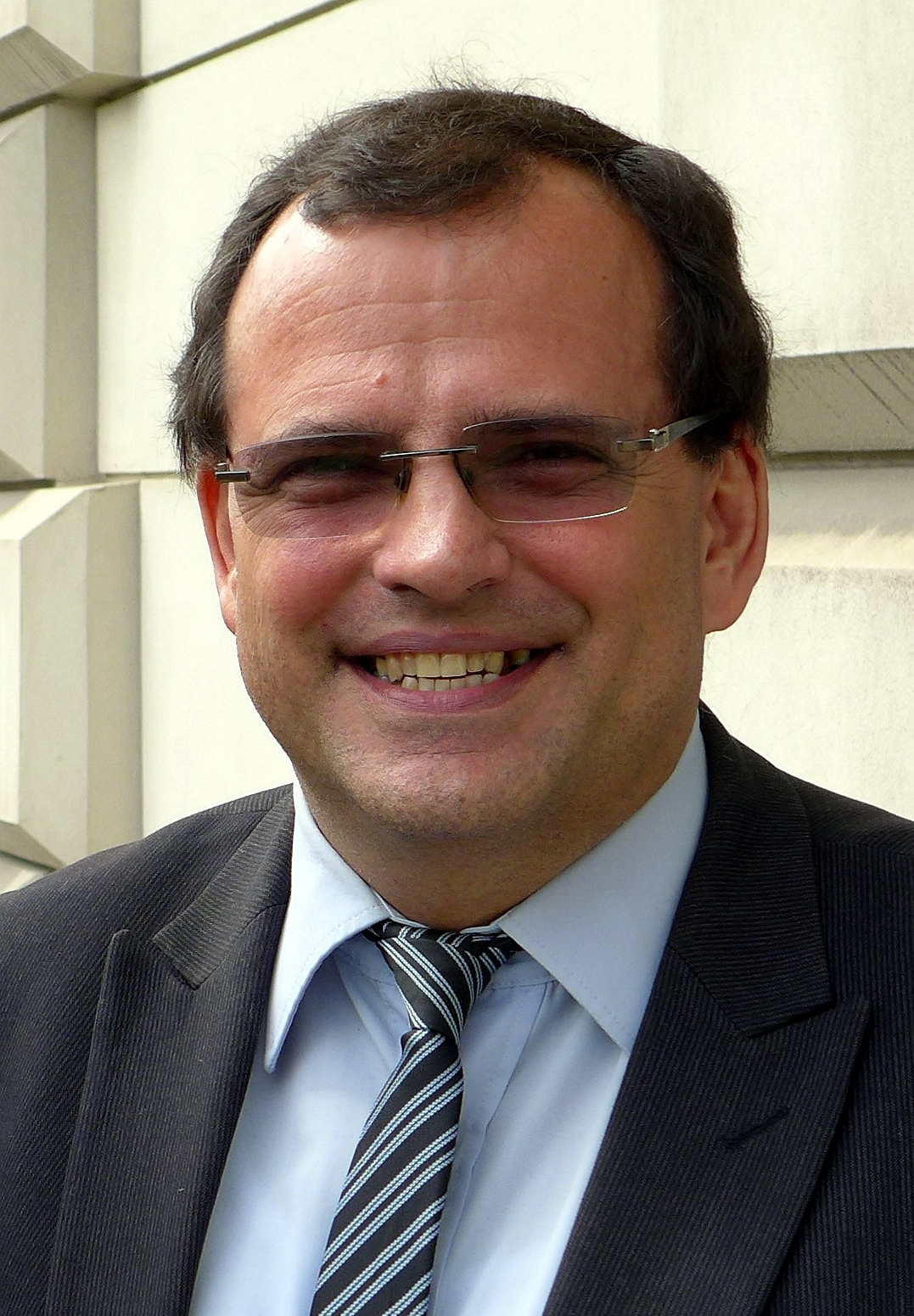
Friedrich Forsthuber, 2015

- Florian Philipp (1844–1849) Präsident der Kriminalgerichte für Zivil- und Strafsachen
- Eduard Ritter von Wittek (1850–1859)
- Franz Ritter von Scharschmied (1859–1864)
- Franz Ritter von Boschan (1864–1872)
- Franz Josef Babitsch (1873–1874)
- Josef Ritter von Weitenhiller (1874–1881)
- Franz Schwaiger (1881–1889)
- Eduard Lamezan-Salins (1889–1895)
- Julius von Soos (1895–1903)
- Paul von Vittorelli (1903–1909)
- Johann Feigl (1909–1918)
- Karl Heidt (1918–1919)
- I: Ludwig Altmann (1920–1929) / II: Franz Schreiber (1920–1928)
- I: Emil Tursky (1929–1936) / II: Friedrich Aichinger (1928–1932)
- I: Philipp Charwath (1936–1938) / II: Philipp Hotter (1933–1938)
- Otto Nahrhaft (1945–1950)
- Rudolf Naumann (1951–1954)
- Wilhelm Malaniuk (1955–1963)
- Johann Schuster (1963–1971)
- Konrad Wymetal (1972–1976)
- August Matouschek (1977–1989)
- Günter Woratsch (1990–2004)
- Ulrike Psenner (2004–2009)
- Friedrich Forsthuber (seit 2010)